# De Bijenkorf (molen)
De Bijenkorf (voorheen De Veenboer) is een achtkante stellingmolen te Gemert. De molen is te vinden aan Den Elding in het noordwesten van de bebouwde kom. De molen heeft twee maalkoppels met kunststenen en tweetaksrijnen. Ook zijn er twee steenkranen. De molen werd oorspronkelijk in 1665 als papiermolen gebouwd in Zaandijk en had de naam De Veenboer. Na een verbouwing in 1879 werd het een pelmolen. In 1908 werd deze molen afgebroken, en de belangrijke onderdelen ervan gingen naar Gemert als korenmolen.

## Het bouwwerk
De houten achtkante bovenbouw is gedekt met riet en rust op een onderbouw die deels van hout en deels van baksteen is. Op de achtkantstijlen zitten tussen het boventafelement blokkelen. Bij later gebouwde achtkanten ontbreken de blokkelen. De lange spruit ligt achter het bovenwiel. De stelling wordt ondersteund door staanders met kraaienpoten.
Op de baard van de molen zijn twee bijenkorven afgebeeld. Dit symbool verwijst naar de vroegere eigenaar, de papierfabrikant Honig Breet. De firma Honig Breet werd in 1879 opgeheven. Na enige tijd als pelmolen te hebben gefungeerd kwam de molen in handen van een sloopfirma die hem afbrak en weer opbouwde in Gemert. De naam De Bijenkorf kreeg de molen pas in Gemert, omdat er immers bijenkorven op de baard waren afgebeeld.
In 1970 werd de sterk vervallen molen aan de toenmalige gemeente Gemert verkocht en in 1974 werd de restauratie afgesloten waarbij de onderbouw twee meter werd verhoogd en het teerpapier werd vervangen door een rietbedekking.
In 2004 kreeg de molen een nieuw wiekenkruis met 22,25 m lange, gelaste roeden van de fabrikant Vaags. Het is Oud-Hollands opgehekt. De binnenroede heeft het nummer 109 en de buitenroede 108. Daarvoor had de molen geklonken ijzeren potroeden.
De gietijzeren bovenas is van 1861 en gegoten door de fabrikant L.I. Enthoven & Co. uit 's Hage ('s Gravenhage).
De molen heeft voor het op de wind zetten een Engels kruiwerk. De kap wordt gedraaid met behulp van een kruilier.
De molen wordt gevangen (geremd) met een vaste Vlaamse vang, die bediend wordt via een vangtrommel met als nadeel dat het vangtouw tegen het riet van het achtkant schuurt. De vangbalk is in de ezel opgehangen met een schuif. Om het bovenwiel zit een ijzeren hoep waar de vang op aangrijpt.
Voor het luien (ophijsen) van het graan heeft de molen een sleepluiwerk en gaffelwiel.
De molen is maalvaardig en wordt bediend door vrijwillige molenaars.

## Geschiedenis Zaanse tijd
De molen werd in 1665 gebouwd te Zaandijk in opdracht van Barend Cornelisz. Veen (1670-1706). Diens vader was papierfabrikant te Koog aan de Zaan en bezat aldaar de molens De Bonsem en De Wever. De molen van Barend heette De Veenboer en was eveneens in gebruik als papiermolen. Dit betekende dat zich bij de molen een tientallen meters lange schuur bevond die de eigenlijke fabriek was waar papier uit lompen werd vervaardigd. Toen Barend overleed werd de molen verkocht aan twee zwagers, namelijk Jan Dircksz. Tagh en Claes Huysduijnen. In 1709 werd ze opnieuw verkocht, nu aan de gebroeders Cornelis Jacobsz. Honig en Jan Jacobsz. Honig. Deze stonden aan het begin van wat later de firma Honig Breet zou gaan heten, zie aldaar voor de geschiedenis van de firma en de molen.
In de jaren 1750-1760 ´verkochten´ Jan, Erasmus en Casper Mulder - broers, tevens werknemers op molen De Veenboer - illegaal hun kennis over papiermaken aan de Zweedse staatsbank. De Zweden hadden veel last van bankbiljetvervalsingen en hun investering in de Hollandse papiermakers bleek hier een eind aan te maken. Jan Mulder moest zijn daad bekopen met een lange gevangenschap in Nederland. Erasmus kon ontsnappen naar Zweden waar broer Casper zich later bij hem aansloot. Het werden welgestelde Zweden. Tot ver in de 19e eeuw werd Zweeds bankpapier gemaakt volgens de Zaanse methode, onder meer ook herkenbaar door opname van een bijenkorf in het watermerk van het Zweedse bankpapier (de bijenkorf was het beeldmerk van de bedrijven van de familie Honig, destijds eigenaar van molen De Veenboer).
In 1879, na een aantal generaties, besloot de toenmalige eigenaar, Jan Jacobsz. Breet met het bedrijf te stoppen, temeer daar de papierfabricage inmiddels van karakter was veranderd en nu in grote fabrieken plaatsvond. De timmerman die in dienst was van de molen heeft zich hierop, met het vooruitzicht op dreigende werkloosheid, in de molen verhangen. Deze wanhoopsdaad was niet nodig aangezien de molen een nieuw leven als pelmolen ging beginnen voor een nieuwe eigenaar, Pieter Abrahamsz. Dekker geheten. Hiertoe werd de schuur gedeeltelijk gesloopt.
In 1894 was er nog een grote molenbrand waarbij tal van molens, die op een rij stonden, uitgebrand zijn of met brand bedreigd werden wegens overvliegen van vonken. Het Guiswijf en De Fortuin stonden reeds in vlammen, waarop De Veenboer werd bedreigd. Deze was echter al nat gehouden en door met fladderende zeilen te malen kon ze de vonken afbuigen. Zo werden De Veenboer en enkele nabijgelegen molens, waaronder De Schoolmeester, gered.
In 1908 kocht Pieter Abrahamsz. Dekker een andere pelmolen en werd De Veenboer aan slopers verkocht. Maar molenaar Coppens kocht de onderdelen en de molen werd te Gemert als korenmolen herbouwd. Daartoe moest een houten onderachtkant worden gebouwd. De achtkantige opbouw werd met teerpapier bedekt. Na diverse eigenaren kwam de molen in 1960 uiteindelijk in handen van Piet Gerrits. Deze gebruikte de molen voor het malen van veevoer, maar spoedig daarna als opslagplaats voor zijn handel in veevoeders. In 1970 verkocht hij de molen voor 1 gulden aan de gemeente en moest tevens nog grond afstaan met de opbrengst waarvan de molen gerestaureerd zou worden. Deze restauratie is voltooid in 1974. Ook de bijenkorfjes op de molenbaard werden toen ontdekt zodat de molen sindsdien De Bijenkorf is gaan heten.

## Overbrengingen
- De overbrengingsverhouding is 1 : 5,66 en 1:6,02.
- Het bovenwiel heeft 53 kammen en de bonkelaar heeft 30 kammen. De koningsspil draait hierdoor 1,767 keer sneller dan de bovenas. De steek, de afstand tussen de kammen, is 14 cm.
- Het spoorwiel heeft 109 kammen en de steenrondsels 34 respectievelijk 32 staven. De steenrondsels draaien hierdoor 3,2 respectievelijk 3,4 keer sneller dan de koningsspil en 5,66 respectievelijk 6,02 keer sneller dan de bovenas. De steek is 8,5 cm.

## Fotogalerij

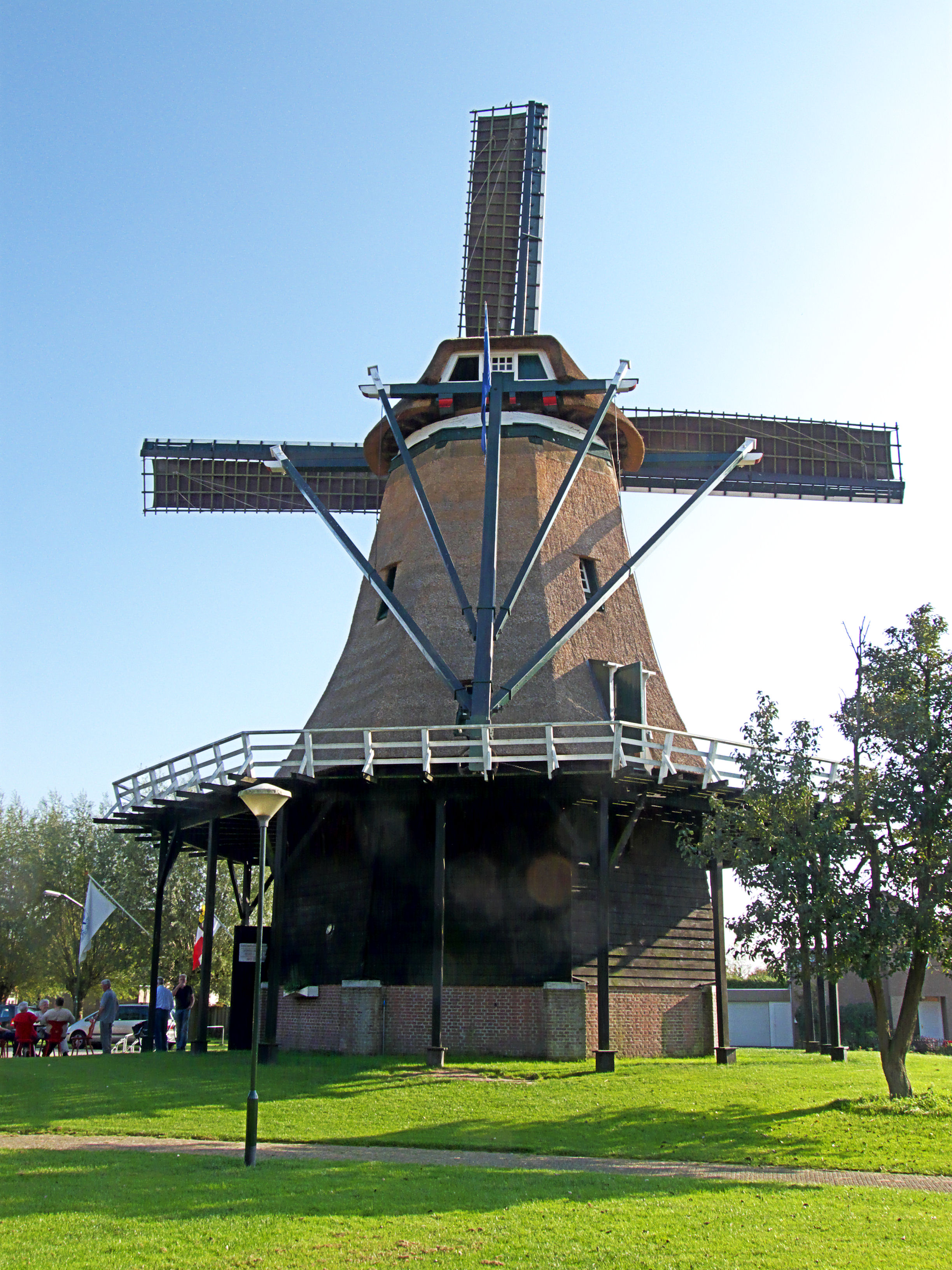
September 2011
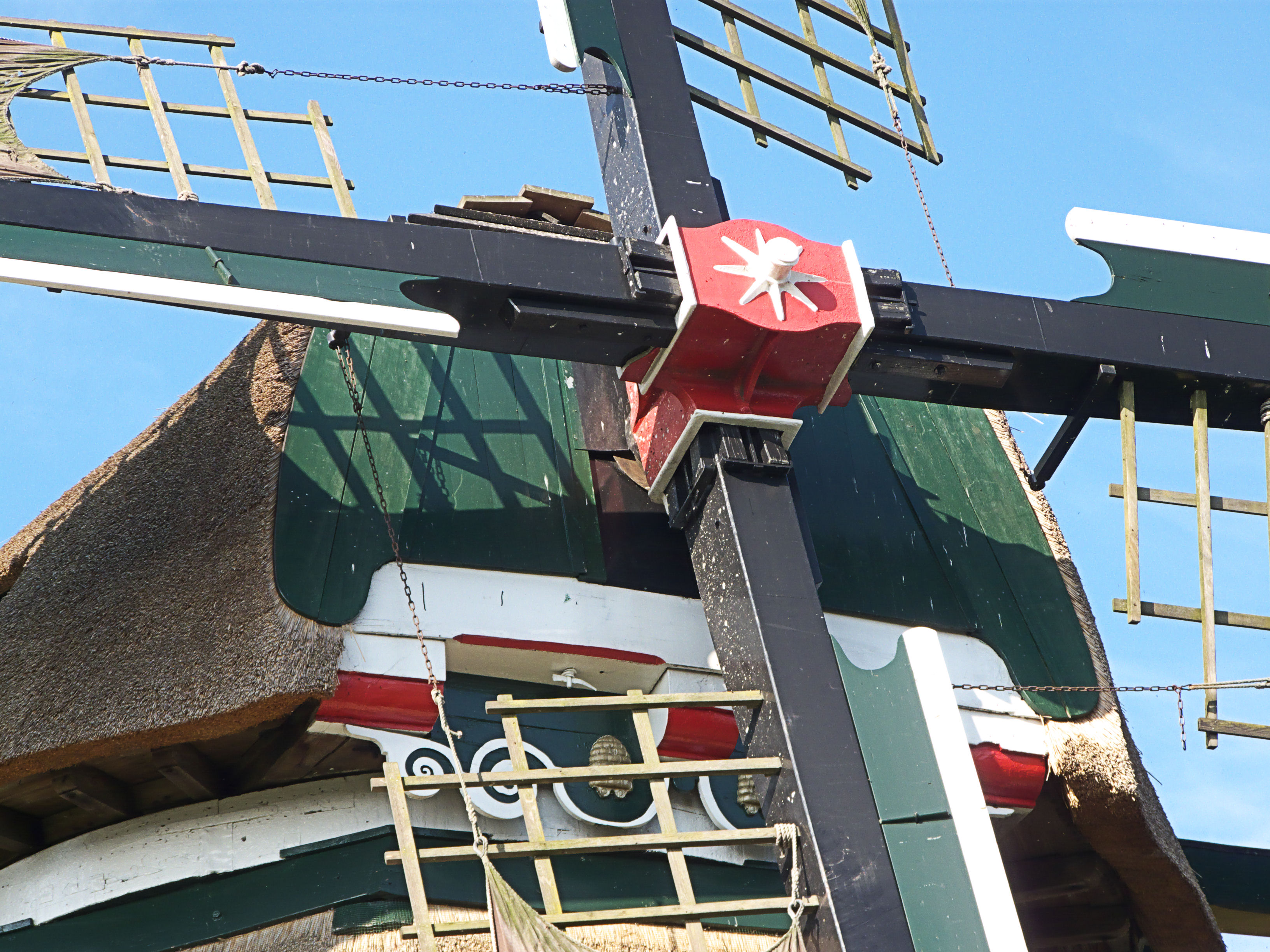
Baard met bijenkorven
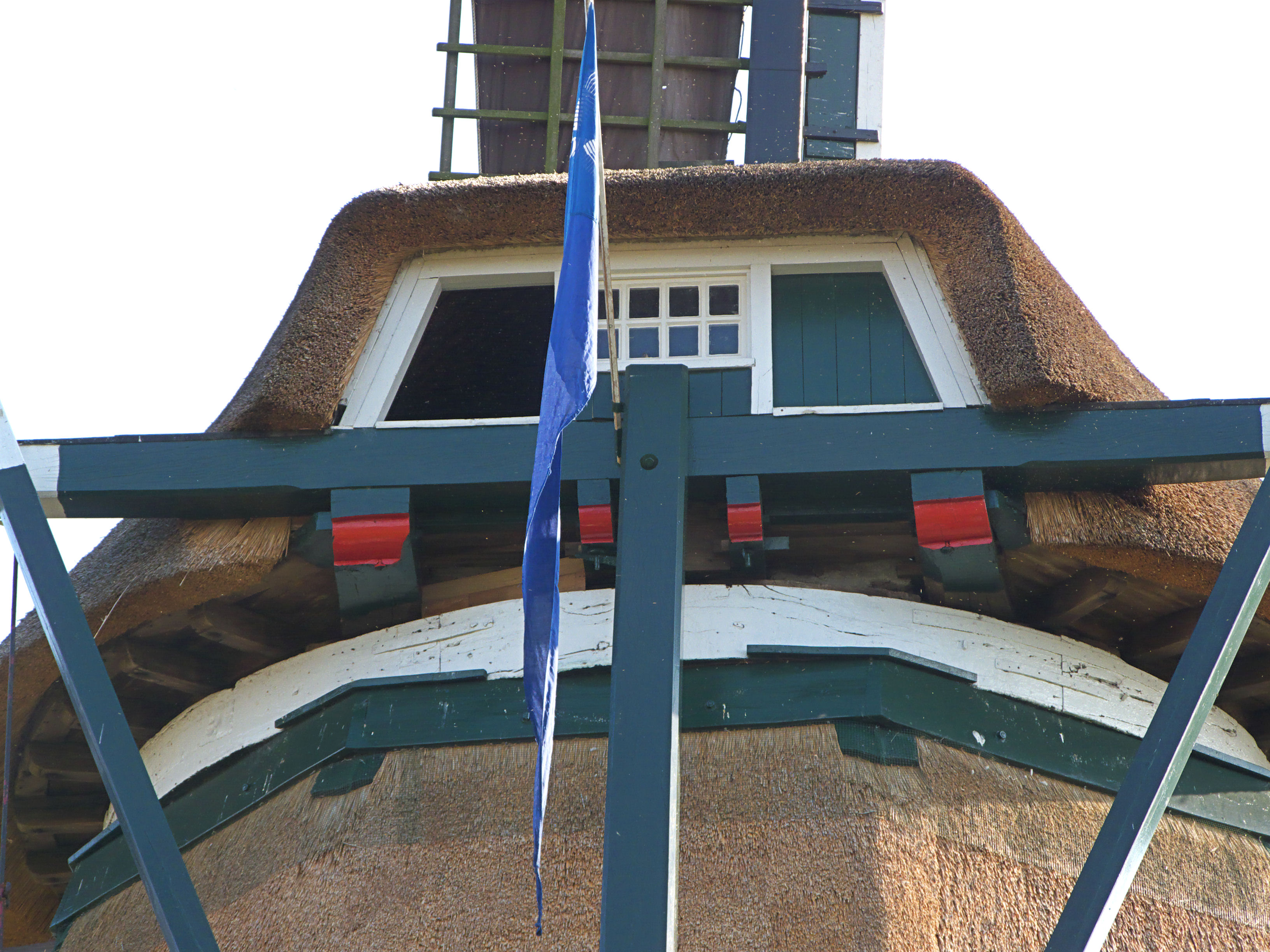
Achterkeuvelens
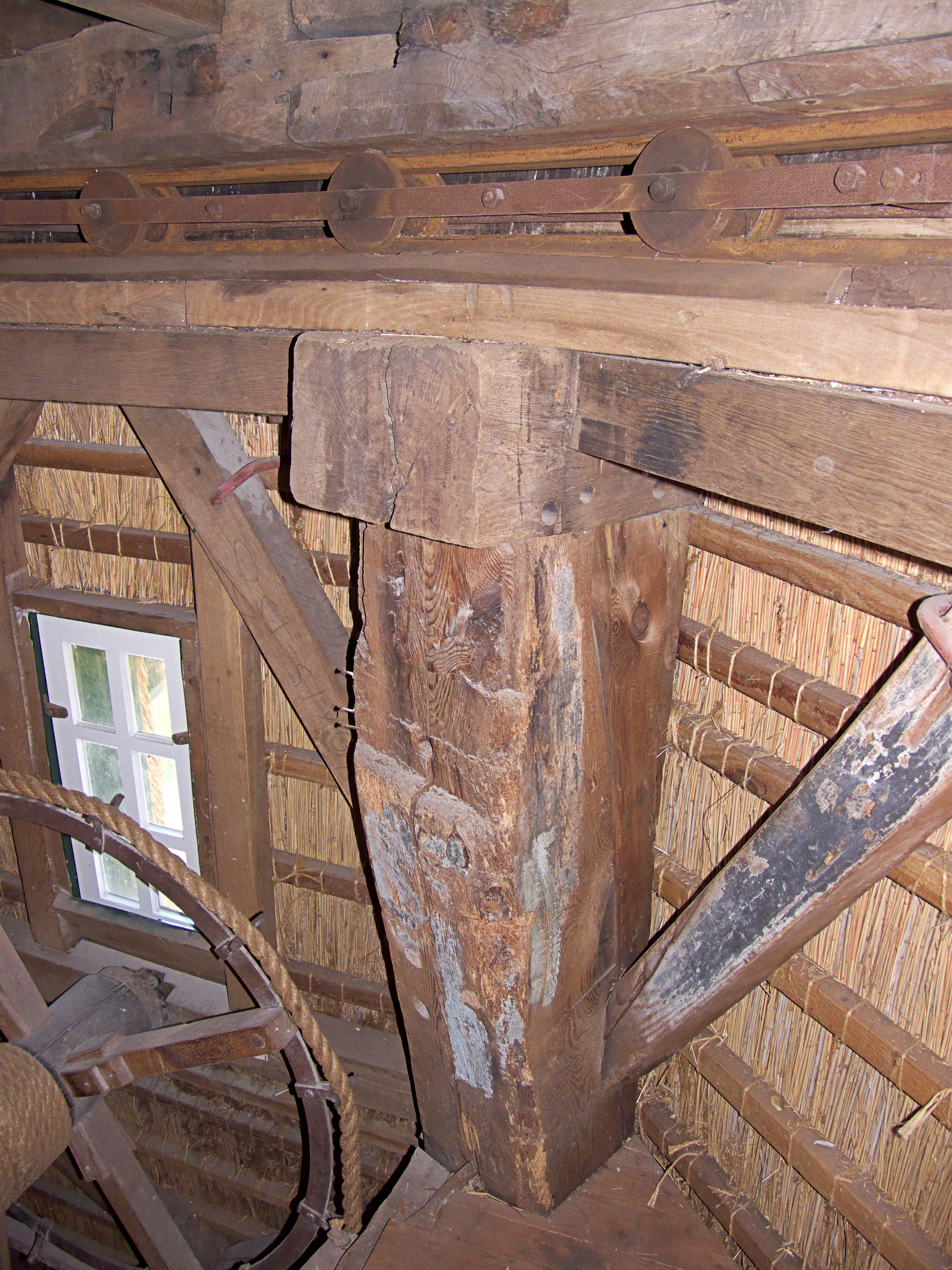
Boventafelement en Engels kruiwerk
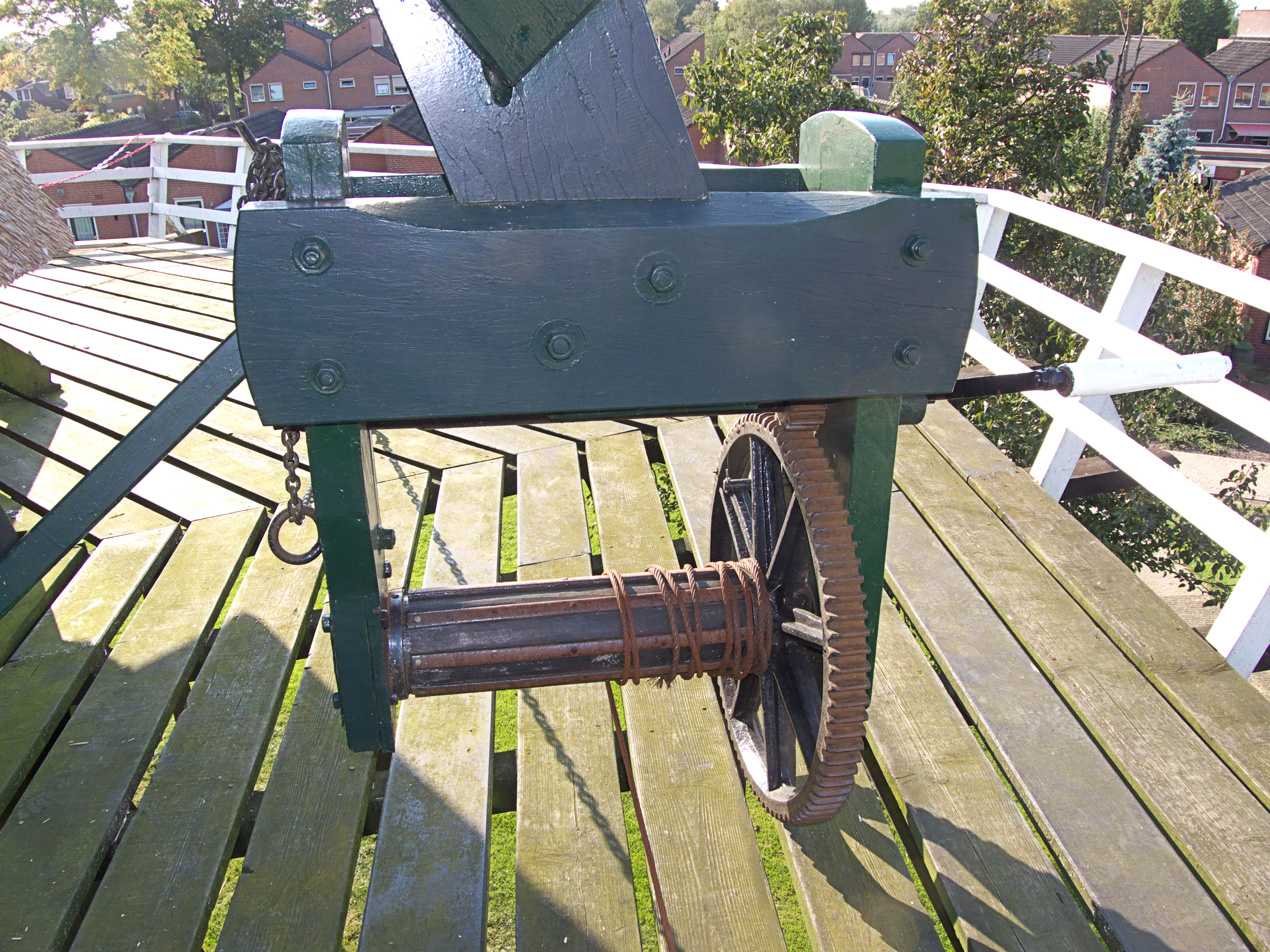
Kruilier
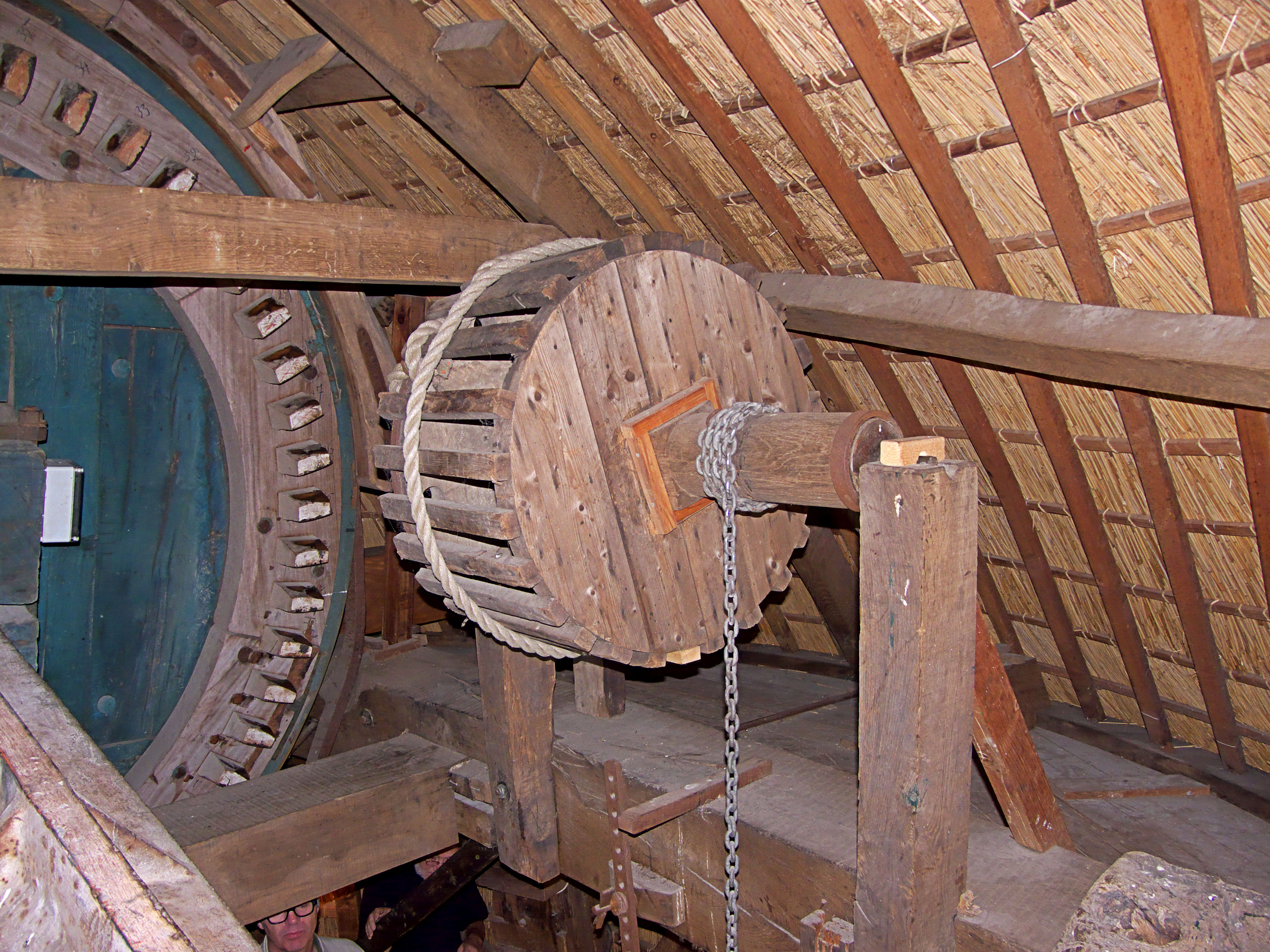
Vangtrommel